# Nowy Dwór (powiat sępoleński)
Nowy Dwór – wieś w Polsce, położona w województwie kujawsko-pomorskim, w powiecie sępoleńskim, w gminie Więcbork.
| SIMC    | Nazwa | Rodzaj    |
| ------- | ----- | --------- |
| 0099790 | Dąbie | część wsi |

Początki osadnictwa sięgają IX w., natomiast pierwszy zapis o miejscowości pochodzi z 1674 roku.
W latach 1975–1998 miejscowość należała administracyjnie do województwa bydgoskiego. Według Narodowego Spisu Powszechnego (III 2011 r.) liczyła 271 mieszkańców. Jest ósmą co do wielkości miejscowością gminy Więcbork.